# Conocarpus erectus
Conocarpus erectus L., conhecido como mangue-de-botão e amora do mar é uma arbusto nativo americano encontrado nas dunas litorâneas, principalmente perto de manguezais. É uma espécie de relevante importância inclusive para alimentação animal.

## Ocorrência
Ocorre em regiões tropicais, incluindo: EUA (Flórida), Bermudas, Bahamas, Caribe, na costa Atlântica do México até o Brasil, na costa do Pacífico do México até o Equador, na África ocidental, na Melanésia, na Polinésia e inclusive nas Ilhas Galápagos. No Brasil é encontrado em quase toda a costa sendo no norte inclui o estado do Pará. O Nordeste engloba Alagoas, Bahia, Ceará, Maranhão, Paraíba, Pernambuco, Piauí, Rio Grande do Norte e Sergipe. No Sudeste estão o Espírito Santo, Rio de Janeiro e São Paulo. Já o Sul compreende o estado do Paraná.

## Descrição morfológica
Encontrados como árvores ou arbustos eretos, sem pneumatóforos. As folhas são alternas, com um par de glândulas no pecíolo ou na base da lâmina. A inflorescência ocorre em racemos ou panículas, podendo ser axilares ou terminais. Há presença de brácteas. As flores são actinomorfas, funcionalmente diclinas, pentâmeras, sésseis, com hipanto dividido em duas porções, sendo uma inferior assimétrica e a outra superior campanulada. O cálice possui 5 lobos e as pétalas estão ausentes. Os estames são (5)10, exsertos, com anteras versáteis, estilete livre e glabro. Há um disco nectarífero carnoso com 5 glândulas, e o estilete é encurvado, com estigma truncado. As infrutescências são em capítulos globosos a elipsoides, estrobiliformes, secos, intumescidos e escurecem quando maduros. Os frutos são 2-alados, com hipanto superior e cálice persistentes. Conocarpus erectus pode ser facilmente reconhecido por suas inflorescências em racemos ou panículas globosas. 